# Cyanocorax yucatanicus
Cyanocorax yucatanicus е вид птица от семейство Вранови (Corvidae). Видът е незастрашен от изчезване.

## Разпространение
Разпространен е в Белиз, Гватемала и Мексико.